# ۳۷ (پیش از میلاد)
۳۷ (پیش از میلاد) ۳۷مین سال قبل از تقویم میلادی است.

## رویدادها
تأسیس امپراطوری  گوگوریو توسط فرمانده جومونگ (주몽)